# Bandini Automobili
Bandini Automobili foi uma empresa fabricante de automóveis italiana fundada em 1946 por Ilario Bandini.